# سیلیه تورپ
سیلیه تورپ (انگلیسی: Silje Torp؛ ‏ ۱۹ اکتبر ۱۹۷۴) بازیگر اهل نروژ است.
از فیلم‌ها یا سریال‌های تلویزیونی که وی در آن نقش داشته‌است، می‌توان به یک مرد تا حدی مهربان و لیلیهامر اشاره کرد.

## آثار منتشرشده
در ژانویه ۲۰۱۹، او کتاب Sterk med strikk (قوی با کش) را از طریق کپه‌لن دم منتشر کرد.

## فیلم‌شناسی

### فیلم
| سال  | عنوان             | نقش        | توضیحات |
| ---- | ----------------- | ---------- | ------- |
| ۲۰۰۴ | هاوایی، اسلو      | میلا       |         |
| ۲۰۰۶ | رفیق پدرسن        | آن بری برو |         |
| ۲۰۰۹ | کرتن              | کارولینا   |         |
| ۲۰۱۰ | مردی تا حدی ملایم | زن رنجیده  |         |

### تلویزیون
| سال       | عنوان             | نقش         | توضیحات |
| --------- | ----------------- | ----------- | ------- |
| ۲۰۱۰–۲۰۱۳ | داگ               | ماریان رفنس | ۱۶ قسمت |
| ۲۰۱۳      | لیلیهامر          | مت هانسن    | ۴ قسمت  |
| ۲۰۱۶–۲۰۲۰ | نورس‌من            | فریا        | ۱۸ قسمت |
| ۲۰۲۱      | رابینسون‌اکسپدیشنن | مجری        | ۱۵ قسمت |